# Бабаиха (Тверская область)
Бабаиха — опустевшая деревня в Рамешковском районе Тверской области.

## География
Находится в восточной части Тверской области на расстоянии приблизительно 25 км на восток-юго-восток по прямой от районного центра поселка Рамешки.

## История
Упоминалась с 1627—1629 годов как «пустошь Пятова, Бабаиха тож…», владение Кириллова монастыря. В 1859 году в русской казенной деревне Бабаиха было 14 дворов, в 1887 21. В советское время работали колхозы «Гордеиха», «Новый путь» и «Путь вперед». В 2001 году в деревне 1 дом местного жителя и 5 домов — собственность наследников и дачников. До 2021 входила в сельское поселение Ильгощи Рамешковского района до их упразднения.

## Население
Численность населения: 127 человек (1859 год), 110 (1887), 1 (русские 100 %) в 2002 году, 0 в 2010.